# Homogalax
Homogalax — вимерлий рід непарнопалих тапіроподібних. Він був описаний на основі кількох викопних знахідок на північному заході США, причому більшість останків походить зі штату Вайомінг. Знахідки датуються нижнім еоценом між 56 і 48 мільйонами років тому. Загалом гомогалакс був дуже малим, досягаючи ваги лише сучасних пекарі, максимум 15 кг. Філогенетичний аналіз припускає, що рід є основним членом клади, яка включає сучасних носорогів і тапірів (загально званих Ceratomorpha). На відміну від них, Homogalax був пристосований до швидкого пересування.

## Опис
Гомогалакс був дрібним представником базальних непарнопалих. Загалом він нагадував інші базові форми ряду Perissodactyla, такі як Hyracotherium або Sifrhippus, деякі з яких були добре вивченими представниками ранніх унгулят, що показує саме базальне положення всередині непарнопалих. За різними елементами скелета можна припустити масу тіла від 9.5 до 15.1 кг. Гомогалакс відомий завдяки численним знахідкам скам'янілостей, які, однак, лише частково містять повний матеріал. Під ним знаходиться сильно потертий череп, який, однак, демонструє мало скелетних ознак. Він має довжину близько 15 см і відносно плоский, і в цілому він був схожий на Hyracotherium. Типовою була коротка надщелепна кістка, яка круто підіймалася вгору і контактувала з носовою кісткою, чого не можна сказати про сучасних Ceratomorpha. Висхідна центральна щелепна кістка утворювала задню частину внутрішньої частини носа, що також невідомо у сучасних непарнопалих. У результаті носова кістка мала лише коротке розширення вперед і лише трохи перевищувала ікло. Потилиця мала чітко коротку форму, а вилична дуга майже не виступала назовні, натомість йшла паралельно черепу.
Зубна система включає повний набір ранніх плацентарних ссавців. Різці мали долотоподібну форму і були невеликими, але різного розміру. Загалом найбільшим став третій (крайній) різець. Ікло зазвичай мав довгу загострену форму і був дещо притиснутим збоку. Коротка діастема довжиною менш як 1 см зустрічалася на задньому зубі лише рідко; інші можна спостерігати між останнім різцем та іклом, а також між першими двома премолярами. Самі премоляри були повністю немоляризовані, тобто вони не були схожі на моляри, і мали лише піднятий емалевий бугор на жувальній поверхні. Корінні зуби характеризувалися низькими (брахіодонтами) коронками зубів і двома тапіроподібними поперечними гребенями зубної емалі (білофодонтами), які також могли бути нахиленими на нижній щелепі. Довжина зубів збільшувалася до задньої частини. Перший премоляр мав довжину близько 0.6 см, останній моляр – до 1.7 см.
Повний скелет недоступний, але збереглися черепи та деякі посткранії. Серед останніх особливої уваги заслуговують довгі кістки. Плечова кістка була довгою і вузькою, розміром близько 13 см. З іншого боку, стегнова кістка досягала довжини 15 см і зазвичай мала третій вертлуг, який характерний для непарнокопитних, але ще не був настільки помітним у «Homogalax». Гомілка стала такою ж, як стегнова кістка. Передня частина стопи складалася з чотирьох пальців з дуже чітко вираженим центральним пальцем (п'ястка III). Проте латерально прикріплені пальці (II й IV п'яста) були дещо зменшені в довжину, зовнішній (V п’ястка) був значно зменшений. Задня лапа, навпаки, мала лише три пальці, але також мала сильний центральний промінь (плюсна III). Порівняно з передніми стопами, задні були приблизно на 30% довшими (довжина III п'ястка становить 5.1 см, а III п'ястка — 6.7 см). Окремі фаланги пальців ніг надзвичайно довгі. Чотирипалі передні та трипалі задні лапи типові для примітивних непарнопалих і зараз зустрічаються лише у тапірів.

## Палеобіологія
Нижні кінцівки, особливо на задніх кінцівках, демонструють пристосування до рухомого способу життя. Крім усього іншого, особливо виражені суглобові поверхні на гомілковостопному суглобі забезпечували стійкість стопи в поздовжньому напрямку і не скручувалися вбік при високій швидкості ходьби. Вважається, що постійний біговий аллюр у непарнопалих є давньою характеристикою, і сьогодні його практикують лише високоспеціалізовані коні. На підставі зубів у екземплярів гомогалаксу можна помітити лише кілька відмінностей у розмірі та формі. Однак ікла відрізняються за розміром, що можна інтерпретувати як статевий диморфізм. Однак це не підтверджено, оскільки існують також ікла середньої довжини.